# 寺岡町
寺岡町（てらおかちょう）は、栃木県足利市の地名。足利市の東部の一区域で、富田地区に属する。郵便番号は329-4213。

## 地理
足利市富田地区東部に位置している。北部は田畑が広がり、中央部から東部にかけては住宅や工場・事業所・事務所などがある。南部には太平記記念公園や寺岡山元三大師がある。西は駒場町と多田木町、北は稲岡町、東は佐野市免鳥町、南は佐野市村上町と隣接する。旗川とその支流の出流川が流れている。

## 世帯数と人口
2021年（令和3年）12月1日現在の世帯数と人口は以下の通りである。
| 町丁   | 世帯数  | 人口    |
| ------ | ------- | ------- |
| 寺岡町 | 590世帯 | 1,288人 |

## 小・中学校の学区
市立小・中学校に通う場合、学区は以下の通りとなる。
| 番地 | 小学校             | 中学校             |
| ---- | ------------------ | ------------------ |
| 全域 | 足利市立富田小学校 | 足利市立富田中学校 |

## 交通

### 鉄道
町の中央をJR東日本両毛線が東西に通過しているが、駅はない。

### バス
足利市生活路線バス「あしバスアッシー」
■富田線40系統
岡崎山 - 富田駅 - 足利病院 - 毛野新町中央児童公園 - アシコタウンあしかが - JR足利駅 - 東武足利市駅 - アピタ

### 道路
- 群馬県道・栃木県道67号桐生岩舟線
- 栃木県道175号山形寺岡線
- 栃木県道・群馬県道223号寺岡館林線
- 犬伏街道

## 施設
- 寺岡町自治会館
- とちぎコープ生活協同組合足利センター
- 薬師寺（寺岡山元三大師）
- 正慶寺
- 両社神社
- 太平記運動・児童公園
- 寺岡町開発31号公園